# Nou cinema alemany
El nou cinema alemany (alemany: Neuer Deutscher Film o Junger Deutscher Film, abreviat JDF) és un període de la història del cinema alemany que té lloc aproximadament entre finals de la dècada del 1960 i la del 1980. Entre els punts en comú d'aquesta generació, els seus autors es criaren durant la postguerra mundial, treballaven amb un pressupost limitat i les seves influències principals provenen de la nova onada francesa (Nouvelle Vague). Entre els directors més rellevants del nou cinema alemany, es troben Rainer Werner Fassbinder, Werner Herzog, Alexander Kluge, Volker Schlöndorff, Margarethe von Trotta, Werner Schroeter o Wim Wenders, que produïren un cinema d'autor característic i personal amb produccions "petites" que es van fer populars en cinemes de l'època. El seu èxit va incentivar un renaixement de l'art cinematogràfic a Alemanya, inspirant un bon nombre de creadors del país a fer pel·lícules de qualitat.

## Context
A començaments de la dècada del 1960, el cinema de la República Federal d'Alemanya es trobava en una situació complicada. Malgrat que les condicions econòmiques eren, en termes generals, favorables durant els anys del miracle econòmic alemany (Wirtschaftswunder), la indústria cinematogràfica es concentrava a realitzar produccions convencionals. Els cinemes es començaren a buidar a causa del reduït interés per al públic jove. La indústria estava desorientada; hi havia una manca de guionistes i directors joves perquè les noves generacions no tenien una oportunitat realista d'entrar al món cinematogràfic.
També s'ha de tenir en compte l'exili dels professionals del cinema durant les dècades anteriors a causa del nazisme. Els directors de més prestigi internacional d'Alemanya abandonaren el país per Hollywood: Fritz Lang, Ernst Lubitsch, Billy Wilder, Murnau. L'actriu Marlene Dietrich va fer el mateix. Després de la Segona Guerra Mundial, hi ha una època de dificultats econòmiques lligades a la postguerra i a la desmoralització general de la derrota.
La televisió també fa la seva aparició durant l'època, en detriment de l'èxit financer del cinema tradicional, reduint el nombre d'espectadors que van a les sales de cinema. La situació moral d'Alemanya provoca que es realitzin moltes pel·lícules d'evasió i romàntiques amb final feliç, com a reacció a la guerra i l'ocupació. Les pel·lícules biogràfiques sobre personalitats de l'Imperi austrohongarès i els musicals alemanys (Schlager film) també predominaven en l'època.

## El manifest d'Oberhausen
La situació va començar a canviar durant la dècada del 1960, amb l'aparició de moviments contraculturals i de protesta estudiantils. Al mateix temps, la renovació en el món del teatre i la literatura en llengua alemanya serà una gran influència per al canvi. Bona part dels artistes provinents de les arts escèniques faran el pas al curtmetratge. Com a reacció a l'estancament artístic i econòmic de la indústria cinematogràfica alemanya, un grup de joves cineastes van publicar el manifest d'Oberhausen el 28 de febrer de 1962, com una declaració avantguardista signada, entre d'altres, per Alexander Kluge, Edgar Reitz, Peter Schamoni i Franz Josef Spieker. En aquest text, els sotasignats declaren que "el cinema antic ha mort. Creiem en el nou." Altres realitzadors joves s'aliaren amb la causa del grup d'Oberhausen, com és el cas de Volker Schlöndorff, Werner Herzog, Jean-Marie Straub, Wim Wenders, Hans-Jürgen Syberberg i Rainer Werner Fassbinder, rebutjant la indústria existent, i determinats a construir una nova manera de realitzar basada en l'excel·lència artística i no en els dictats del comerç.

## Estratègies de finançament
Malgrat la fundació del Kuratorium Junger Deutscher Film (Comité per al Jove Cinema Alemany) el 1965 sota els auspicis del Ministeri Federal de l'Interior per finançar la producció de nous films, els directors d'aquesta nova onada, que rebutjaven cooperar amb la indústria del cinema existent, conseqüentment serien dependents de pressupost provinent de la televisió. Els joves realitzadors del moviment tingueren l'oportunitat de provar les seves aptituds en programes televisius de diferents formats, com ara el drama d'un sol episodi o la sèrie de documentals Das kleine Fernsehspiel ('La petita obra televisiva') o capítols de la sèrie policíaca Tatort. Moltes de les produccions dels directors de l'època tingueren la seva estrena en format televisiu i no en el cinema, de manera que moltes d'aquestes pel·lícules tingueren poc d'èxit financer.
La seva situació va canviar el 1974 després que se signés un acord entre les principals televisions federals, ARD i ZDF, amb el Departament del Cinema Federal Alemany (corporació pública creada el 1968). Aquest acord, que continua en vigor avui en dia, permet que les empreses televisives disposin d'una suma anual per a donar suport a produccions alemanyes que es puguin estrenar tant en la pantalla petita com en el cinema. Sota els termes d'aquest acord, les pel·lícules produïdes amb pressupost públic només poden aparèixer en la televisió 24 mesos després de la seva estrena en el cinema. Es poden estrenar en vídeo o DVD només sis mesos després de l'estrena inicial en el cinema. Com a resultat d'aquest acord, les produccions alemanyes (sobretot les del nou cinema alemany) van començar a tenir millors oportunitats per a l'èxit amb el públic.

## Temes i estil
Les ambicioses produccions del nou cinema alemany destaquen per la crítica social i la seva voluntat d'apartar-se de la història cinematogràfica anterior al país. Kluge o Fassbinder són bons exemples d'aquesta tendència, tot i que el darrer fa servir estrelles del cinema alemany com a forma de reconciliació entre dos aspectes d'una tradició de cinema. De vegades, es diferencia entre el "jove cinema alemany" de la dècada del 1960 i el cinema més accessible de la dècada següent, conegut amb el nom més genèric de nou cinema alemany. Les seves influències principals provenen del neorealisme italià, la Nouvelle Vague i la nova onada britànica (o Free Cinema), si bé en combinació amb el cinema de Hollywood. Aquesta generació és rellevant per haver portat el cinema alemany de nou a l'avantguarda per primer cop des de la República de Weimar. Pel·lícules com Abschied von Gestern (Kluge, 1966), Aguirre (Herzog, 1972), Angst isst die Seele auf (Fassbinder, 1974), Die Ehe von Maria Braun (Fassbinder, 1979) o Paris, Texas (Wenders, 1984) han aconseguit èxit internacional i amb els crítics. Sovint l'obra d'aquests autors provocà interés a l'estranger abans que a Alemanya. L'obra d'alguns autors de la postguerra alemanya de la generació de la Trümmerliteratur ('literatura de les ruïnes') fou de rellevància i inspiració per a aquest cinema d'avantguarda. Heinrich Böll va ser adaptat en l'obra L'honor perdut de Katharina Blum (Schlöndorff i Von Trotta, 1975) i Günter Grass en Die Blechtrommel (Schlöndorff, 1979), la primera obra que va guanyar l'Oscar a la millor pel·lícula de parla no anglesa. El nou cinema alemany també va servir per a inspirar el sorgiment d'un cinema feminista, del qual parteixen Margarethe Von Trotta, Helma Sanders-Brahms i Helke Sander.